# Lipno (województwo pomorskie)
Lipno (kaszb. Lëpno, niem. Liepen) – wieś kaszubska w Polsce położona w województwie pomorskim, w powiecie słupskim, w gminie Główczyce. Wieś wchodzi w skład sołectwa Drzeżewo.
W latach 1975–1998 miejscowość administracyjnie należała do województwa słupskiego.

## Nazwa
Nazwa miejscowości, wzmiankowana po raz pierwszy w formach Lippeno, Lippenowe w 1274, ma pochodzenie słowiańskie i charakter topograficzny. Powstała przez dodanie do nazwy pospolitej lipa formantu -no. Friedrich Lorentz odnotował formę nazwy w lokalnych gwarach słowińskich: Lȧ̃pnɵ wraz z nazwami mieszkańców z pominiętym formantem -n-: Lȧ̃pjȯu̯n, Lȧ̃pjȯu̯nkă „lipnianin, lipnianka”. Niemiecka nazwa Liepen jest adaptacją fonetyczną pierwotnej nazwy słowiańskiej.
Rada Języka Kaszubskiego proponuje kaszubską formę nazwy Lëpno.